# LoveStoned/I Think She Knows
«LoveStoned/I Think She Knows (Interlude)», o simplemente «LoveStoned», es el quinto sencillo del álbum de estudio titulado FutureSex/LoveSounds de Justin Timberlake, lanzado durante el segundo y tercer cuarto del año 2007.
El sencillo debutó en el Billboard Hot 100 como el #17 y subió hasta el #11. Alcanzó posiciones destacadas en Reino Unido, Australia y Francia llegando hasta los cinco primeros puestos.

## Video musical
El video musical de «LoveStoned» fue dirigido por el británico Robert Hales y fue filmado en los estudios Web Studios de Salford, Mánchester. Para la iluminación se usaron 600 kilovatios de potencia, la mayor cantidad requerida por un estudio para grabar un video musical.
En el video, Timberlake se ilustra en forma de una frecuencia azul. A lo largo de esta parte del video, también se ven una mujer y un corazón en esta forma. A mitad de la canción, se puede ver a Timberlake tocando una guitarra eléctrica. Además, la primera mitad del interludio «I Think She Knows» está recortada en el video. Al final, se muestra a Timberlake cantando sobre un fondo blanco con pulsos electrónicos que viajan a lo largo de las colinas detrás de él, lo que simboliza que su estado mental está en trance.